# Leccionario 198
El Leccionario 198, designado por la sigla ℓ 198 (en la numeración Gregory-Aland), es un manuscrito griego del Nuevo Testamento. Paleográficamente ha sido asignado al siglo XII.

## Descripción
El códice contiene las enseñanzas de los evangelios de Juan, Mateo y Lucas, en 276 hojas de pergamino (29,5 cm por 23 cm). El texto está escrito en letra minúscula, en dos columnas por página, 24 líneas por página. Contiene notas musicales. Algunas hojas estaban resumidas en desorden. El manuscrito es «espléndido pero estropeado por la humedad».

## Historia
Frederick Henry Ambrose Scrivener y Caspar René Gregory datan el manuscrito del siglo XII, el Instituto de Investigación Textual del Nuevo Testamento lo relaciona también con el siglo XII. Se añadió a la lista de los manuscritos del Nuevo Testamento por Scrivener (número 206). Gregory lo vio en 1883. El manuscrito no se cita en las ediciones del Nuevo Testamento griego (UBS3). Actualmente, el códice se encuentra en la Biblioteca Bodleiana, en Oxford, Inglaterra.